# Diadiplosis duni
Diadiplosis duni är en tvåvingeart som först beskrevs av Harris 1968.  Diadiplosis duni ingår i släktet Diadiplosis och familjen gallmyggor. Inga underarter finns listade i Catalogue of Life.